# Gionata e David con la testa di Golia
Gionata e David con la testa di Golia della National Gallery di Londra è un dipinto a olio su tavola (40,6x39,4 cm) di Cima da Conegliano.
Questo dipinto raffigura Gionata con un giavellotto ed un mantello rosso e David che con la mano destra sorregge la testa di Golia per i capelli e con la sinistra tiene una spada posata sulla spalla.